# Luca Postiglione
Luca Postiglione (né à Naples le 18 octobre 1876 et mort le 27 août 1936 à Naples) est un peintre italien, essentiellement portraitiste et peintre de genre (scènes paysannes et scènes du XVIIIe siècle) dans le style réaliste. Il a également composé des poèmes en napolitain.

## Biographie

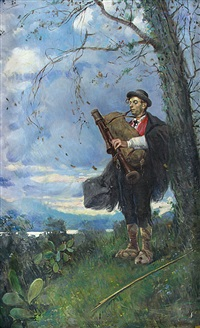
Le Berger à la cornemuse, coll. part.

Il est le fils du peintre de sujets religieux Luigi Postiglione qui meurt lorsque Luca a cinq ans. Son frère aîné, Salvatore Postiglione (né en 1861), est également peintre et c'est lui qui lui enseigne son art. L'oncle de Luca Postiglione, Raffaele (1818–1897), est professeur à l'Académie des beaux-arts de Naples.
Parmi ses tableaux, L'Orpheline (L'orfana) a été exposée à l'exposition italienne de Londres en 1904, tandis que Le Lis (Il giglio), et Le Seuil (La Soglia) l'ont été à l'exposition internationale de Rome en 1906. Il participe à la Promotrice napoletana de 1896 à 1911, année où il reçoit une médaille d'argent. Il fait partie des artistes napolitains, comme Vincenzo Migliaro ou Vincenzo Caprile, qui décorent de fresques et de peintures murales le café Gambrinus de Naples. Son tableau La Mère (La madre) se trouve au siège de l'administration provinciale de Naples.

## Source de la traduction
- (it) Cet article est partiellement ou en totalité issu de l’article de Wikipédia en italien intitulé « Luca Postiglione » (voir la liste des auteurs).